# Wilhelm Bockslaff
Wilhelm Ludwig Nikolai Bockslaff (24. oktober 1858 i Riga i Guvernement Livland – 9. marts 1945 i Posen i Tyskland) var en tyskbaltisk arkitekt fra Riga, og gælder som en af de vigtigste repræsentanter af, og som stadig i dag præger bybilledet i Riga med, bygninger opført i eklektisk-, nygotisk- og Jugendstil.
Wilhelm Bockslaff kom fra en tysksproget købmandsfamilie fra Riga. Hans bedstefar grundlagde sammen med andre det første baltiske hørspinderi. Fra 1878 studerede han ved Rigas Polytekniske institut; efter overstået studietid var han først ansat som assistent ved polyteknikummet og hos arkitektbureauet Koch. Ved siden af designet af adskillige privatboliger lykkedes det Bockslaff relativt hurtigt at få opgaver med storbyggeri i Riga. Ved siden af sine byggerier beskæftigede Bockslaff sig også med bevaring og genopbygning af historiske bygninger såsom Lielstraupe.
Wilhelm Bockslaff levede under en vanskelig periode i det nuværende Letlands historie; fra den russiske tsars anstrengelser for russificering, over revolutionen i 1905 og Letlands uafhængighed til Molotov-Ribbentrop-pagten. Som tyskbalter så han sig nødsaget til at forlade Riga i 1939; han døde under stadige bombardementer i byen Posen: "på en begravelse kunne man ikke tænke, og døtrene, efter at have pakket den afdøde far i et tæppe, begravede de ham i gården" (Priede, side 60).

## Vigtige bygninger
- Fondsbørsens Handelsskole i Riga (huser i dag Letlands Kunstakademi)
- Den Engelske Klub (huser i dag den danske ambassade)